# Майсль, Маттео
Маттео Майсль (нем. Matteo Meisl; родился 27 декабря 2000 года, Зальцбург, Австрия) — австрийский футболист, защитник клуба «Аустрия» (Вена). Его старший брат Лука тоже футболист.

## Клубная карьера
Маттео Майсль — воспитанник «РБ Зальцбург». 1 июля 2018 года перешёл в «Янг Вайолетс». Свой первый матч в профессиональном футболе сыграл 27 июля против «Капфенберга», где выйдя на замену после перерыва, на 63-й минуте получил красную карточку за фол последней надежды. 12 июля 2019 года получил травму лодыжки и выбыл на 328 дней. Свой первый гол забил в ворота футбольного клуба «Юниорс». Дебют за венскую «Аустрию» состоялся 18 сентября 2022 года в матче против «Рида».

## Карьера в сборной
За молодёжные сборные Австрии до 15, 16, 17, 18 и 19 лет сыграл 24 матча, где забил 1 мяч.